# Strzelanina w klubie nocnym w Arua
Strzelanina w klubie nocnym w Arua – strzelanina, do której doszło 28 września 2006 w Arua w Ugandzie, gdy żołnierz armii ugandyjskiej otworzył ogień w klubie nocnym Paradise Nightclub, zabijając 3 osoby i raniąc 4 kolejn.

## Przebieg
Atak wydarzył się ok. 4:15 w klubie nocnym Paradise Nightclub, gdy sprawca, żołnierz armii ugandyjskiej Andrew Wanyama, otworzył ogień w stronę przypadkowych osób w wyniku wpadnięcia we wściekłość po kłótni ze znajomymi o usługi prostytutek.
Po strzelaninie sprawca uciekł z miejsca zdarzenia, ale został znaleziony i zastrzelony przez policję gdy odmówił poddania się. Po ataku lokalne władze podjęły decyzję o zamknięciu klubu Paradise z powodu jego negatywnego wpływu na członków lokalnej społeczności.